# Lučina (Chorwacja)
Lučina – wieś w Chorwacji, w żupanii dubrownicko-neretwiańskiej, w gminie Slivno. W 2011 roku liczyła 15 mieszkańców.